# بخش نوئوا سگوویا
بخش نوئوا سگوویا (به لاتین: Nueva Segovia Department) یک منطقهٔ مسکونی در نیکاراگوئه است که در نیکاراگوئه واقع شده‌است. بخش نوئوا سگوویا ۳٬۱۲۳ کیلومتر مربع مساحت و ۲۱۱٬۲۰۰ نفر جمعیت دارد.